# Union du Maghreb arabe
Pour les articles homonymes, voir UMA.
Institutions
L'Union du Maghreb arabe (UMA ; arabe : اتحاد المغرب العربي Ittiḥād al-Maghrib al-‘Arabī) est une organisation économique et politique formée par les cinq pays du Maghreb — à savoir l'Algérie, la Libye, le Maroc, la Tunisie, ainsi que la Mauritanie — et dont le siège du secrétariat général est situé au Maroc, à Rabat.
La population totale des cinq États membres s'élevait à 101 095 436 habitants en 2019.
Fondée en février 1989, son objectif est de créer des rapports de fraternité entre les états membres et faciliter la libre circulation des biens et des personnes. Vingt ans plus tard, selon le discours officiel : « l'Union du Maghreb arabe est aujourd'hui, à l'évidence, une réalisation géostratégique importante », mais, dans les faits, elle n'a que peu d'influence sur la politique de ses États membres. Le Conseil des chefs d'État ne s'est plus réuni depuis 1994, et l'UMA reste prisonnière des désaccords entre chacun des pays, dont le conflit du Sahara occidental, en dépit de la création de l'Union pour la Méditerranée.

## Histoire
Dans le cadre de la lutte contre l'occupation, fut fondée une commission de libération du Maghreb en 1927 au Caire. S'est tenue après, en 1945 une conférence des mouvements nationaux de l'Afrique du Nord. Puis, en 1958, s'est tenue la réunion de Tanger entre les chefs des mouvements nationaux du Maroc, de l'Algérie et de la Tunisie dans le but d'entamer la création de cette union.
Le 17 février 1989 fut signé au palais royal de Marrakech par les cinq chefs d'État le Traité constitutif de l'Union du Maghreb arabe, après la réunion du 10 juin 1988 à Zéralda qui l'avait préparée.
En 2016, Taïeb Baccouche, ex-ministre tunisien des Affaires étrangères, est nommé secrétaire général de l'Union du Maghreb arabe. Il remplace ainsi le Tunisien Habib Ben Yahia, qui occupait ce poste depuis 2006.

## État d'avancement de l'intégration régionale
Le conflit du Sahara occidental représente l'un des obstacles majeurs à une coopération entre l'Algérie et le Maroc allant dans le sens d'une intégration progressive. En 2021, l'Union n'est toujours qu'à un stade symbolique et ce manque d'intégration coûte cher au Maghreb, dans la mesure où les échanges régionaux qui pourraient se développer sont freinés. La complémentarité qui paraît exister entre les trois principaux pays ne semble pas être assez prise en considération par les pays membres. Sans doute leur est-elle extérieure car, modérément encouragée par l’Union européenne dans le cadre du processus de Barcelone, la collaboration politique et économique qui aiderait à résoudre certains des problèmes de la rive sud de la Méditerranée, n'a pas connu le moindre début de concrétisation.
Selon une étude de la Banque mondiale de 2019, la création d'une zone de libre échange entre les pays de l'Union du Maghreb Arabe pourrait augmenter le PIB de la région de manière significative. En 2023, l'idée d'une monnaie unique est évoquée mais est considérée, à ce jour, comme techniquement faisable mais politiquement utopique.
En avril 2024, l'Algérie, la Tunisie et la Libye évoquent la mise en place d'une nouvelle entité nord-africaine, censée remplacer l'Union du Maghreb arabe, qu'ils jugent "inopérante", sans le Maroc et la Mauritanie. Il a été décidé que seront créés des groupes de travail conjoints pour coordonner les efforts sur la sécurité des frontières communes face à la migration irrégulière et la mise en place de grands projets d’investissements communs sur la production de céréales ainsi que le dessalement de l’eau de mer face au changement climatique, et la libre circulation des biens et des personnes entre les trois pays.
En juillet 2024, Nabil Ammar ministre des affaires étrangères tunisien, déclare que les réunions tripartites entre la Tunisie, la Libye et l’Algérie revêtaient « un caractère consultatif visant à améliorer les relations et à activer la coopération conjointe, en vertu de nouveaux plans d’action valorisant le développement et le partenariat stratégique », sans remplacer l'organisation de l’UMA.
Un troisième sommet tripartit entre la Tunisie, Libye et Algérie se tient à Tripoli en janvier 2025.

## Pays membres
Les membres de l'UMA sont :
- Algérie
- Libye
- Maroc
- Mauritanie
- Tunisie

Diagramme d'Euler des différents partenariats entre les pays de la Ligue arabe : Union du Maghreb arabe, Accord d'Agadir, Conseil de l'unité économique arabe, Conseil de coopération du Golfe.

Dans l'UMA, les types de régimes politiques varient d'un pays à l'autre, ainsi d'Est en Ouest, la Libye a un régime provisoire (ex-Jamahiriya), la Tunisie est une République parlementaire, l'Algérie une République semi-presidentielle, le Maroc une Monarchie constitutionnelle tandis que la Mauritanie est une République islamique.
L'UMA a des frontières communes avec les pays suivants :
- Égypte
- Espagne (possessions de Ceuta et Melilla sur les côtes marocaines et frontière maritime avec le Maroc et l’Algérie)
- Italie (frontière maritime avec la Tunisie, l'Algérie et la Libye)
- Mali
- Malte (frontière maritime avec la Tunisie et la Libye)
- Niger
- Sénégal
- Soudan
- Tchad

## Polémique concernant l'appellation
L'appellation « Maghreb arabe » est principalement contestée par les militants berbéristes. En février 2012, le chef de la diplomatie marocaine Saâdeddine El Othmani a proposé, lors d'une réunion des ministres des Affaires étrangères de l'UMA à Rabat l'appellation « Union maghrébine » ou « Union du Grand Maghreb » ; cette proposition a reçu le soutien de la Mauritanie mais a été rejetée à la suite de l'opposition de l'Algérie, de la Libye et de la Tunisie.

## Actions, décisions et propositions
En juillet 2018, à la suite de la non-nomination du Maroc pour l'organisation de la Coupe du monde de football 2026, Taïeb Baccouche, secrétaire général de l’UMA, a proposé aux cinq pays du Maghreb de présenter une candidature conjointe afin d'organiser la Coupe du monde 2030 de football.

## Secrétaires généraux
Référence:,,,
| Image | Nom                 | Début du mandat  | Fin du mandat   |
| ----- | ------------------- | ---------------- | --------------- |
|       | Mohamed Amamou (de) | 23 octobre 1991  | 28 février 2002 |
|       | Habib Boularès      | 25 février 2002  | 31 janvier 2006 |
|       | Habib Ben Yahia     | 1er février 2006 | 31 juillet 2016 |
|       | Taïeb Baccouche     | 1er août 2016    | 31 mai 2024     |
|       | Tarek Ben Salem     | 1er juin 2024    | En cours        |